# Elezioni presidenziali in Corea del Sud del 1980
Le elezioni presidenziali in Corea del Sud del 1980 si tennero il 27 agosto, in seguito al colpo di Stato del 12 dicembre. Il presidente fu eletto indirettamente dal collegio elettorale, chiamato Consiglio Nazionale per la Riunificazione.

## Contesto
Dopo l'assassinio di Park Chung-hee a opera di Kim Jae-kyu nel 1979 era emersa una società civile coreana decisa a dare voce alle proprie istanze, protestando con forza contro il dominio autoritario. Animate principalmente dagli studenti universitari e dai sindacati, le proteste si erano diffuse in tutto il Paese. Chun Doo-hwan, collega di Park Chung-hee, aveva assunto il potere a soli sei giorni dalle ultime elezioni presidenziali col colpo di Stato del 12 dicembre 1979 e la conseguente dichiarazione della legge marziale. Chun Doo-hwan aveva così dato inizio ad una nuova dittatura militare. 
Il 17 maggio, Chun Doo-hwan aveva costretto il governo ad estendere la legge marziale, che prima non era stata applicata nella provincia di Jeju-do, all'intera nazione. La nuova legge marziale aveva chiuso le università, proibito ogni attività politica ed avviato una ferrea censura sulla stampa. A causa di questi eventi, Chun aveva scatenato proteste che chiedevano elezioni democratiche.
In particolare, il 18 maggio 1980 era esploso uno scontro nella città di Gwangju tra le forze armate e gli studenti dell'Università Nazionale di Chonnam, che si erano riuniti nel Movimento di Gwangju per la democratizzazione e protestavano contro la chiusura del loro ateneo. Lo scontro si era trasformato, però, in un tumulto esteso all'intera città che era durato nove giorni, fino al 27 maggio. Le stime immediate del tributo di vittime civili oscillavano da poche dozzine a 2.000, mentre una successiva indagine completa del governo civile avrebbe accertato 606 morti (massacro di Gwangju). La collera pubblica per le uccisioni aveva consolidato in tutta la nazione il sostegno per la democrazia.
In seguito, Chun aveva creato il Comitato Nazionale per una Politica di Difesa d'Emergenza, e fu eletto indirettamente Presidente da questo collegio elettorale.

## Risultati
| Classifica      | Cand. #         | Candidati       | Partito         | Voti  | Percentuale |
| --------------- | --------------- | --------------- | --------------- | ----- | ----------- |
| 1               | 1               | Chun Doo-hwan   | Indipendente    | 2,524 | 99.96%      |
| Schede nulle    | Schede nulle    | Schede nulle    | Schede nulle    | 1     | 0.04%       |
| Elettori        | Elettori        | Elettori        | Elettori        | 2,540 |             |
| Voti registrati | Voti registrati | Voti registrati | Voti registrati | 2,525 | 100%        |

## Conseguenze
Il 22 ottobre si tenne un referendum per approvare la nuova Costituzione scritta da Chun Doo-hwan. L'affluenza fu del 95,5% e la costituzione fu approvata col 91,6% dei voti. Nasceva così la Quinta Repubblica di Corea.